# البطولة الوطنية التونسية 1979–80
الدوري التونسي لكرة القدم 1979-1980 هو الموسم رقم 25 من الرابطة التونسية المحترفة الأولى لكرة القدم. أفضل 16 ناديا تونسيا يلعبون فيما بينهم ذهابا وإيابا.

فاز بهذا الموسم النادي الأفريقي، وجاء ثانيا الترجي الرياضي التونسي وثالثا النجم الرياضي الساحلي.